# إنسان نبراسكا

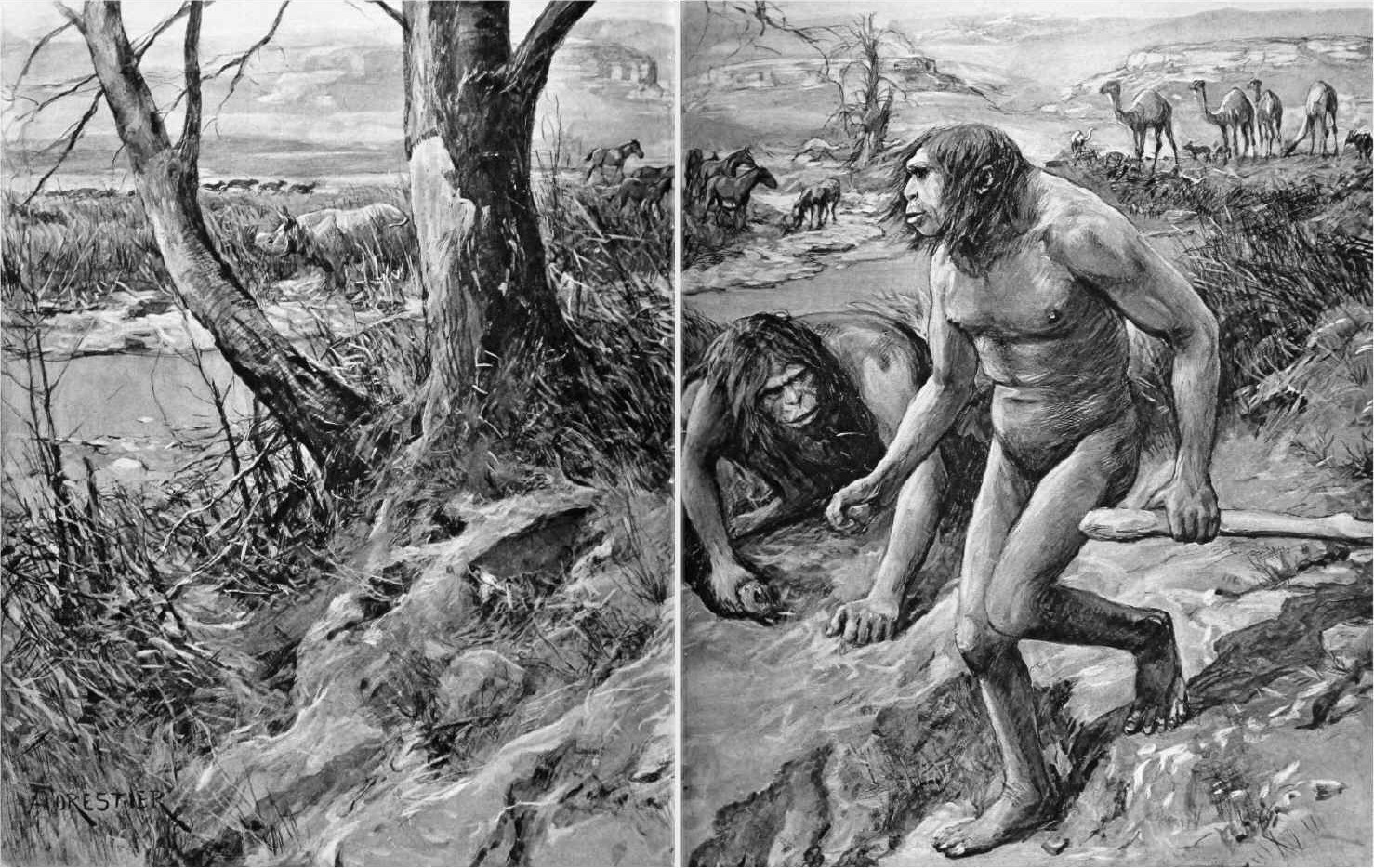

انسان نبراسكا (بالإنجليزية: Nebraska Man)‏ هو نوع أُفتُرِضَ انه من القرود في الوسط العلمي في أمريكا بالاعتماد على الضرس الذي وجده مربي المواشي والجيولوجي هارولد كوك في ولاية نبراسكا في عام 1917 .ولكن لاحقا كشفت المزيد من الأبحاث في الموقع في عام 1925 أن الضرس قد حدد بصورة خاطئة، وبناء على القطع التي تم اكتشافها، فإن الضرس لا يعود بالاصل إلى ضرس إنسان أو قرد بل إلى حيوان أمريكي عملاق منقرض شبيه بالخنزير

## تاريخ الحادثة
في سنة،1922 أعلن هنري فيرفيلد أوسبرن، مدير المتحف الأمريكي للتاريخ الطبيعي عن عثوره على ضرس متحجرة في غرب نبراسكا، بالقرب من سنيك بروك، يعود إلى العصر البليوسيني. وزعم البعض أن هذا الضرس يحمل صفاتا مشتركة بين كل من الإنسان والقرد، وبدأت مناقشات علمية عميقة فسّر فيها البعض هذا الضرس على أنه يعود إلى إنسان جاوة منتصب القامة إنسان منتصب، في حين ادعى البعض الآخر أنه أقرب إلى أضراس الإنسان.
وقد أطلق على هذه الحفرية، التي أحدثت جدالاً مكثفاً، اسم إنسان نبراسكا، كما أُعطيت -في الحال- اسماً علمياً هو: هسبيروبايثيكوس هارولدكوكي (Hesperopithecus haroldcooki).
وأبدى العديد من الخبراء تأييدهم لأوسبرن. 
واستناداً إلى هذا الضرس الأوحد رُسمت إعادة بناء لرأس إنسان نبراسكا وجسده. وأكثر من هذا، فقد تم حتى رسم إنسان نبراسكا مع زوجته وأطفاله في شكل عائلة كاملة في محيط طبيعي!
وقد وضعت كل هذه السيناريوهات من ضرس واحد فقط! وأجازت الأوساط التطورية هذا الإنسان الشبح لدرجة أنه عندما قام باحث يدعى ويأتيام بريان بالاعتراض على هذه القرارات المتحيزة القائمة على ضرس أوحد تعرض لانتقاد شديد.
وفي سنة 1927 عُثر على أجزاء أخرى من الهيكل العظمي لإنسان نبراسكا. 
ووفقاً لهذه الأجزاء المكتشفة حديثاً، لم يكن الضرس يخص لا إنساناً ولا قرداً. وأدرك الجميع أنه يخص نوعاً منقرضاً من الخنازير الأمريكية البرية يسمى (prosthennops)، وأطلق ويليام غريغوري على مقاله المنشور في مجلة العلوم (Science)، حيث أعلن عن هذا الخطأ، العنوان الآتي: الهسبيروبايثيكوس: «يظهر أنه ليس قرداً ولا إنساناً. وبعد ذلك، تم على عجل إزالة كل رسوم الهسبيروبايثيكوس هارولدكوكي وعائلته من أدبيات التطور!»